# Pedro de Cosme de Médici
Pedro de Cosme de Médici (italiano: Piero di Cosimo de' Medici; 19 de septiembre de 1416-2 de diciembre de 1469), llamado el gotoso (il Gottoso), debido a la enfermedad que padecía. Gobernante de facto de Florencia de 1464 a 1469 durante el renacimiento florentino. Hijo de Cosme de Médici y Contessina Bardi y padre de Juliano y Lorenzo. Murió a los 53 años.

## Biografía
Durante la vida de su padre, Cosme de Médici, Pedro no jugó un papel importante debido a su permanente mala salud, causa de su sobrenombre. Fue el último Médici elegido para el cargo de Gonfaloniere, en 1461. 
Al recibir de su padre el banco familiar, Pedro ya tenía un panorama financiero del negocio; el resultado le llevó a requerir la devolución de varios créditos otorgados a largo plazo, muchos de ellos a seguidores de los Médici, que su padre había dejado estar. Esto produjo la inmediata bancarrota de varios mercaderes, que se sumaron a los opositores de la familia. 
Su período de gobierno en Florencia estuvo marcado por un intento de golpe encabezado por Luca Pitti y Niccoló Soderini, usando tropas provistas por Borso de Este, duque de Ferrara, mandadas por su hermano Ercole de Este. Pedro fue avisado por Giovanni II Bentivoglio, con lo que pudo huir del golpe, en parte porque su hijo Lorenzo descubrió un bloqueo de caminos efectuado por los conspiradores para apresarlo. El golpe falló, al igual que un segundo intento apoyado por Venecia, con tropas mandadas por Bartolomeo Colleoni. Luego de esto, el gobierno de Pedro no tuvo contratiempos, aunque tampoco logros notables.
Pedro continuó la tradición familiar de mecenazgo artístico. Entre las obras que encargó se incluyen la "Adoración de los Reyes Magos" de Botticelli y los frescos de Gozzoli para la "Procesión de los Magos". Su gusto fue más ecléctico que el de su padre, extendiendo su apoyo a obras holandesas y flamencas.
También continuó la colección de libros raros, agregando varios al acervo familiar. Aunque no fue un banquero tan brillante como su padre, fue capaz de mantener las cosas funcionando durante su permanencia al mando.

## Familia
En 1444 contrajo matrimonio con Lucrecia Tornabuoni, con quien tuvo los siguientes hijos:
- Blanca (1445-1505), casada con Guillermo de Pazzi;
- Lucrecia (1448-1493), conocida como Nannina, casada con Bernardo Rucellai;
- Lorenzo de Médici (1449-1492), conocido como "El Magnífico", Señor de Florencia, casado con Clarisa Orsini;
- Juliano de Médici (1453-1478); futuro padre del papa Clemente VII;
- María (1455-1479), hija ilegítima de Pedro, adoptada por Lucrecia, casada con Leonetto de Rossi.

## Muerte
Murió en 1469 por causa de la gota y una enfermedad pulmonar, y fue sepultado en la Basílica de San Lorenzo de Florencia, cerca de su hermano Juan. Sus tumbas están decoradas por una escultura de Verrocchio encargada por sus hijos Juliano y Lorenzo.

## En la ficción
Pedro es interpretado por el actor Alessandro Sperduti en la miniserie Medici: Masters of Florence. Y por Julian Sands al comienzo de la segunda temporada de la serie antes mencionada.